# MMPV

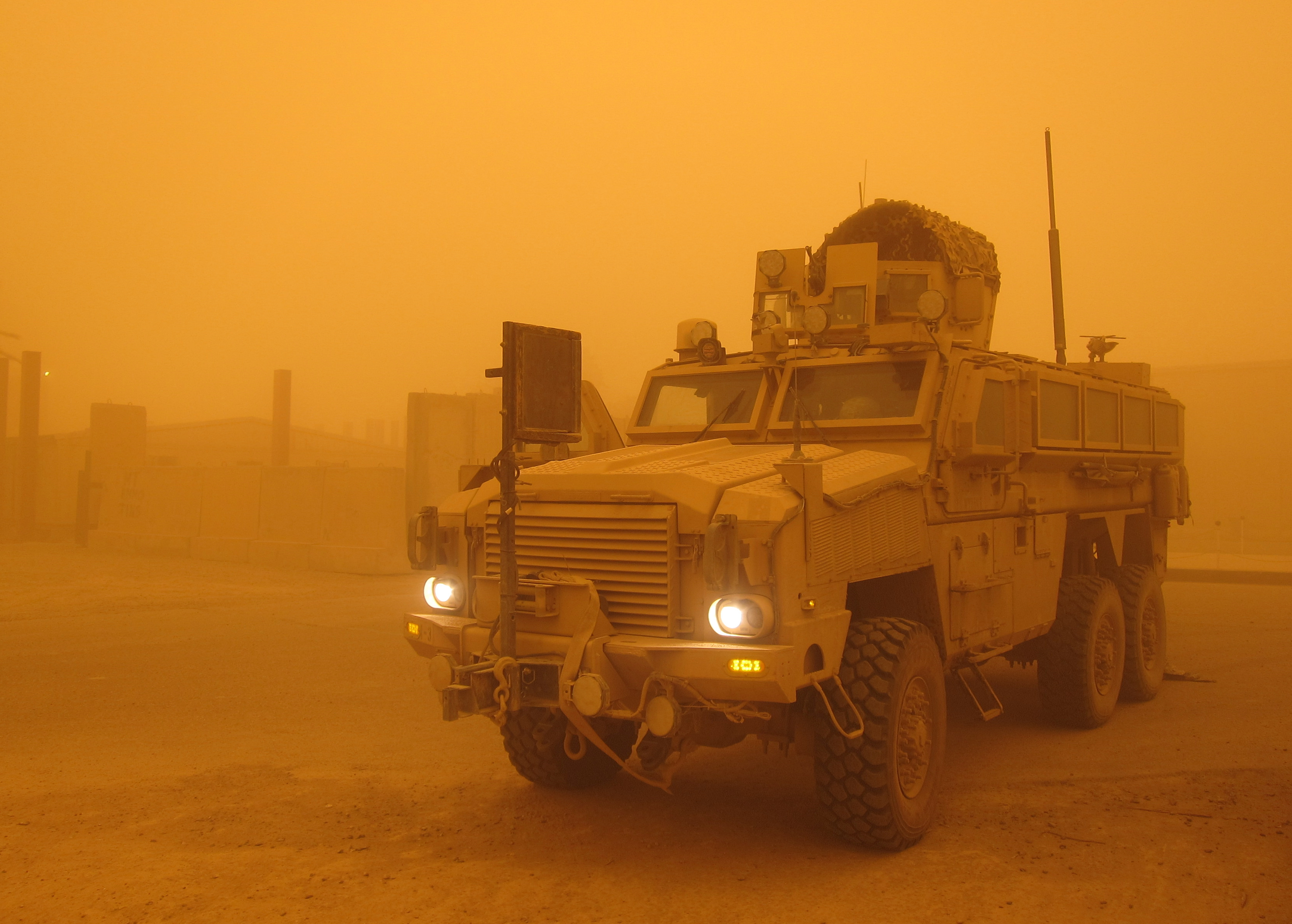
MMPV計画により選定されたRG-33（2011年）

MMPV（Medium Mine Protected Vehicle、中型地雷防護車両）は、アメリカ陸軍によって進められている、対地雷性能を持った装輪装甲車調達プログラムの名称である。アメリカ海兵隊で進められているMRAP（Mine Resistant Ambush Protected、耐地雷・伏撃防護装甲車）計画と類似する内容である。

## 概要
MMPV計画はアメリカ陸軍により進められている装輪装甲車の開発/調達計画の一つである。目的は、地雷や爆発物処理を行う工兵部隊や爆発物処理班が危険地域での活動（移動や処理そのもの）を安全に行えるよう、地雷やIEDなどの爆発物から乗員を防護する性能を持った装輪装甲車を調達することである。アメリカ陸軍の広報官によれば、「陸軍のMMPV計画と海兵隊のMRAP計画が分かれており、細かい要求仕様や計画のスケジュールが異なるのは、調達戦略や性能の取捨選択が異なるからであるが、要求される装備品の性能そのものという観点で言えば、両者はほぼ同等の内容である」との事である。
イラク戦争後の駐留期に地雷やIEDによる被害が多発したことからこの種の装甲車の取得が急がれる事になり、MRAP計画の方が進んでいたことから、アメリカ陸軍も海兵隊のMRAP計画に基づく車両選定・調達を行い、部隊配備・運用している。しかしながらMMPV計画もキャンセルされたわけではなく、2007年にはMMPVの車種としてRG-33が選定され、導入契約が結ばれた。

## 要求仕様
戦車・車両研究開発技術センター（Tank Automotive Research, Development and Engineering Center,TARDEC）により提示されているMMPVの要求仕様は以下のような内容である。
- 高度な相互データリンク、通信システム
- 鉄道輸送、道路輸送、航空機（C-5、C-17、C-130等）での輸送を分解せず行える事
- 攻撃に対する乗員の保護、生存性
  - 対戦車地雷
  - 爆発物の破片、衝撃
  - 対戦車擲弾（RPG）
  - 即製爆発装置（IED）
  - 舗装道路上で、総重量4トンの状態で時速100kmで走行可能な事
- 乗員1名で操縦可能で6名の武装兵士が搭乗可能。工兵隊仕様では乗員1名および3名の武装兵士と2台のEODロボット（パックボットなど）を搭載可能。
- 戦場で地雷攻撃を受けた際、8時間以内に修理可能な事
- 約7トンのウィンチを車両前部に装備
- 修理用やメンテナンス用の詳細なマニュアルやキットが供給される事
- 360度旋回可能な武器搭載マウントを装備し、取り外し式の銃塔（OGPKなど）を装備可能
- 車両の外側を照らす照明装置を追加で装備可能な事
- 約2,700kg以上、11立方メートル以上の積載スペースを持ち、搭載物を固定可能である事
- 車外への電源供給　AC110V電源×4、DC12V電源×4
- ランフラットタイヤ装備、1個以上のスペアタイヤ装備、タイヤ交換の為のリフトアップ装置
- 追加の電気機器を搭載できるスペースを保有する
- NBC防護性能を持った状態にアップグレード可能である事
- 空調機能
- エンジンスタートがキーおよびプッシュボタンで行える事

## 車種選定
2007年12月、BAEシステムズの製造するRG-33がMMPV計画に適合する車種として選定された。約22億USドルの予算で2,500両のRG-33の導入契約が結ばれ、2015年末頃までにアメリカ陸軍の工兵部隊、爆発物処理部隊に部隊配備される予定である。
2008年4月には1億3,200万USドルで179両が発注され、2008年5月～8月に最初のテスト車両9両が納入された。